# Zovax vangoghi
Zovax vangoghi là một loài bướm đêm trong họ Crambidae.